# Фаттаев, Аскерали Нариман оглы
Аскерали Нариман оглы Фаттаев (азерб. Əskərəli Nəriman oğlu Fəttayev; род. 1942, Астаринский район) — советский азербайджанский овощевод, лауреат государственной премии СССР (1986).

## Биография
Родился в 1942 году в селе Арчиван Астаринского района Азербайджанской ССР (ныне посёлок).
Окончил сельскохозяйственный техникум.
С 1968 года — овощевод, позже — бригадир комсомольско-молодёжной бригады овощеводов совхоза «Коммунист» Астаринского района республики. 
Коллектив бригады под руководством Фаттаева достиг высоких результатов при выполнении планов по производству сельскохозяйственной продукции. За счёт рационального распределения труда и использования передовой агротехнической методике при выращивании овощей, Фаттаев добился получения бригадой высоких урожаев. В 1986 году бригада Аскерали Фаттаева получила с каждого гектара 370 центнеров овощей — капусты, огурцов, помидоров, баклажанов, картофеля, лука, чеснока и перца, получила первое место в районе по показателям. Среди достижений Фаттаева — золотая, серебряная и бронзовая медали Выставки достижений народного хозяйства.
Постановлением ЦК КПСС и Совета Министров СССР от 7 ноября 1986 года, за большой личный вклад в увеличение производства и повышение качества продукции Фаттаеву Аскерали Нариман оглы присуждена Государственная премия СССР.
Активно участвовал в общественной жизни района, избирался депутатом Астаринского районного совета.
Проживает в родном посёлке Арчиван Астаринского района.